# Layo & Bushwacka!
Layo & Buschwacka! was een Britse danceact die actief is geweest op het gebied van progressive house. De groep bestond uit uit Layo Paskin en Matthew Benjamin. De groep beleefde het hoogtepunt van zijn populariteit in 2002 met de single Love Story.

## Geschiedenis
Layo Paskin en Matthew Benjamin werden halverwege de jaren negentig actief als producers in de Britse dancescene. Vanaf 1996 maakten ze enkele singles als The Usual Suspects. Ook werden ze als Layo & Buschwacka! resident dj's in de Londense club The End, die voor Mr C. van The Shamen samen met Paskin werd opgericht.  Onder die naam nemen ze het album Low Life (1999) op, dat drijft op een sample van Nina Simone. Opvallend is daarop het titelnummer, dat wordt ingezongen door Robert Owens. Solo brengt Benjamin de clubalbums Wak'd (1998) als Plantastik en Cellar Dwellas (2000) als Buschwacka! uit. Hij brengt in 2001 ook een remix uit van Billie Jean van Michael Jackson. Van dit nummer circuleren er in de periode 2001-2002 diverse illegale bootlegs. De echte doorbraak komt in 2002 met het album Night Works. Daarvan wordt vooral de single Love Story populair. Eerst in zijn originele vorm, maar enkele maanden later ook door een mashup met Finally van Kings of Tomorrow door Tim Deluxe. In 2006 komt opvolger Feels Closer. Op dit album wordt meer met vocalisten gewerkt. De bekendste van hen is Green Velvet. Er staat een instrumentale bijdrage op van Mino Cinélu. Ook staat er een remix op van Isn't This A Lovely Day van Ella Fitzgerald en Louis Armstrong. Ze mixen in 2007 een aflevering van de Global Underground serie. In 2012 volgt nog Rising & Falling, maar dat weet weinig aandacht te krijgen. Daarna valt het duo geruisloos uiteen. Paskin, die in 2009 met The End stopt, kiest voor een bestaan als restauranthouder samen met zijn zus. Benjamin blijft wel platen produceren. Er verschijnen diverse singles onder de naam Just Be en als Buschwacka!.

## Discografie
| Single met eventuele hitnotering(en) in de Nederlandse Top 40 | Datum van verschijnen | Datum van binnenkomst | Hoogste positie | Aantal weken | Opmerkingen          |
| ------------------------------------------------------------- | --------------------- | --------------------- | --------------- | ------------ | -------------------- |
| Love Story (VS. Finally) (Tim Deluxe remix)                   | 2003                  | 02-08-2003            | -               | -            | nummer 96 in top 100 |

### Albums
- Low Life (1999)
- Night Works (2002)
- All Night Long (mixcompilatie) (2003)
- Feels Closer (2006)
- Global Underground 033: Rio (mixcompilatie) (2007)
- Rising & Falling (2012)